# Фианга (Чад)
Фианга (фр. Fianga) — город и супрефектура в Чаде, расположенный на территории региона Восточное Майо-Кеби. Административный центр департамента Монт-д’Илли.

## Географическое положение
Город находится в юго-западной части Чада, к западу от реки Майо-Кеби, к юго-западу от озера Фианга, вблизи государственной границы с Камеруном, на высоте 508 метров над уровнем моря.
Населённый пункт расположен на расстоянии приблизительно 238 километров к югу от столицы страны Нджамены.

## Население
По данным официальной переписи 2009 года численность населения Фианги составляла 42 606 человек (19 979 мужчин и 22 627 женщин). Население супрефектуры по возрастному диапазону распределилось следующим образом: 48,5 % — жители младше 15 лет, 44,7 % — между 15 и 59 годами и 6,8 % — в возрасте 60 лет и старше.

## Транспорт
К западу от города расположен одноимённый аэропорт.